# Arche scaligere
Le arche scaligere, situate nel cuore del centro storico di Verona, a fianco della chiesa di Santa Maria Antica e a pochi metri dalla piazza dei Signori, sono un monumentale complesso funerario in stile gotico della famiglia degli Scaligeri, destinate a contenere le arche (o tombe) di alcuni illustri rappresentanti della casata, tra cui quella del più grande Signore di Verona, Cangrande, a cui Dante dedicò il Paradiso. Lo storico francese Georges Duby nel suo L'Europa del medioevo ha definito le arche «uno dei più insigni e significativi monumenti dell'arte gotica».

## Storia

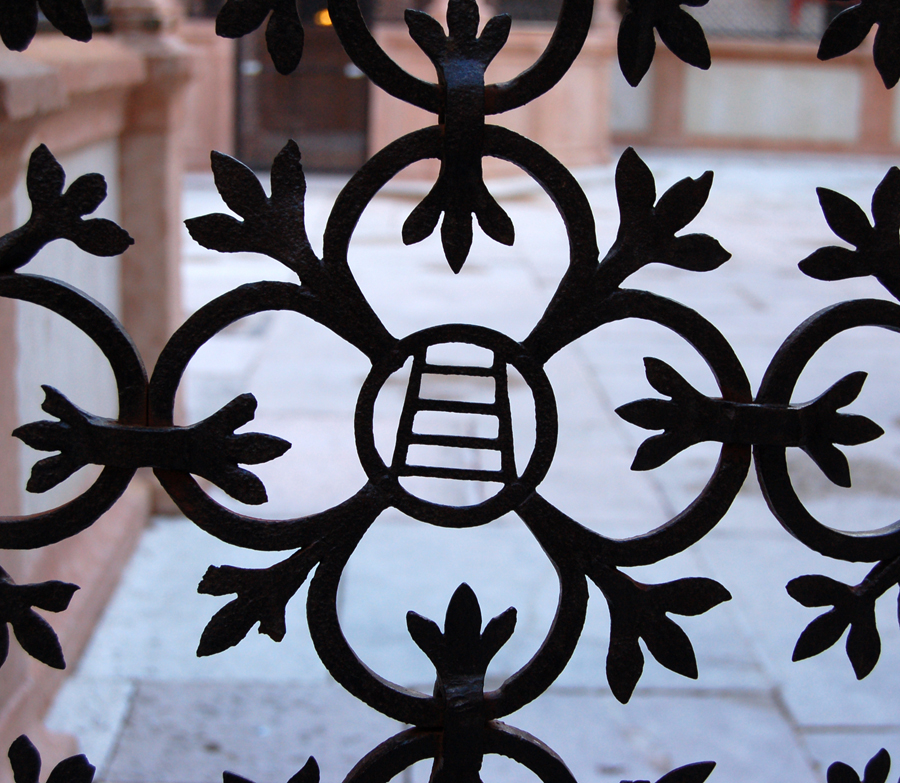
Dettaglio del cancello con lo stemma scaligero

Probabilmente già a partire dal XII secolo, o comunque almeno dal XIII secolo, il cimitero della chiesa di Santa Maria Antica divenne luogo di sepoltura di tutti i rami della famiglia scaligera; il primo vero e proprio monumento funebre realizzato fu quello di Mastino I della Scala, morto nel 1277, di cui rimane però solamente il sarcofago, caratterizzato da una forma arcaica "ravennate" tipica delle tombe monumentali scaligere del periodo più antico. Questo sarcofago in origine doveva essere l'elemento principale di una "tomba a muro" protetta da un'edicola, situata sul fianco dell'ingresso laterale alla chiesa di Santa Maria Antica, tuttavia l'edicola stessa venne smontata intorno alla fine del XVIII secolo. All'inizio del XIV secolo seguì la realizzazione di altri tre sarcofaghi: quello di Alberto I (morto nel 1301), di Bartolomeo I (1304) e infine quello di Alboino (1311). Questi, senza edicola e situati allineati lungo il muro esterno della chiesa, di fianco al monumento a Mastino I, erano stati concepiti come sepolcri per l'intera famiglia, da realizzarsi in serie, e non destinati alla singola persona.
Morto nel 1329 il più noto dei signori di Verona, Cangrande I della Scala, probabilmente già entro l'anno successivo venne eretto il monumento funebre in suo onore sopra l'entrata laterale della chiesetta, in parte diverso rispetto a come appare oggi: il tetto piramidale sormontato dalla statua equestre e il sarcofago con la figura giacente del cavaliere sono infatti aggiunte successive. Sembra invece che l'originale sarcofago che conteneva le spoglie di Cangrande fosse un altro, che è stato individuato in un sarcofago lavorato in rilievo ancora oggi presente all'interno del recinto del cimitero scaligero. La prima versione del monumento meglio si inserisce nella tradizionale locale, con un'edicola romanica caratterizzata da una copertura a volta a botte e archi a tutto sesto che furono successivamente sostituiti da una con copertura a volta a crociera costolonata e archi a sesto acuto trilobati; una seconda versione in stile gotico quindi, che aveva un precedente nella tomba di Dussaini, collocata lungo il muro perimetrale della chiesa di San Pietro Martire, e nell'arca di Castelbarco, situata tra la stessa chiesa e la basilica di Santa Anastasia. Il sarcofago originale, che come già detto si trova ancora all'interno del cimitero, rispetto a quelli precedenti della famiglia presenta degli elementi figurativi, mantenendo però la forma ravennate: questi elementi in rilievo presentano delle caratteristiche che lo fanno identificare come opera di scultura romanica con alcune influenze bizantine.

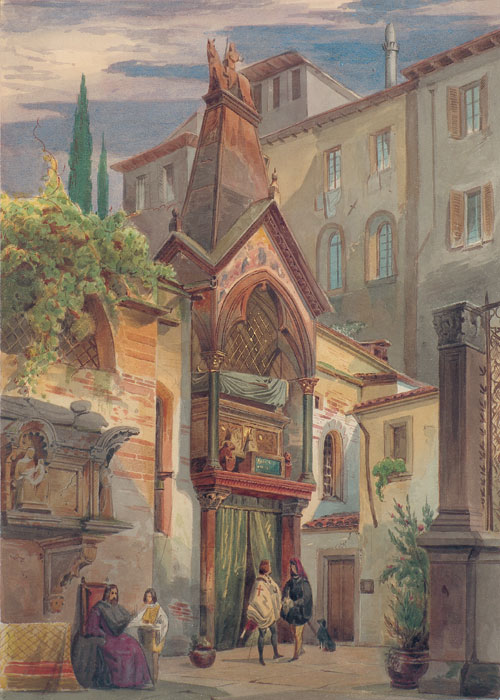
La tomba di Cangrande in un dipinto ottocentesco di Eduard Gerhardt

Dopo la conquista dell'intera marca trevigiana da parte di Cangrande, il successore Mastino II ampliò ancor di più i domini di Verona impadronendosi di Brescia, Parma e Lucca, pertanto la signoria scaligera raggiunse la sua massima espansione territoriale. Visto l'ampio potere conseguito, Mastino II ebbe la possibilità di aumentare la sua attività di mecenate: tra le opere che finanziò vi fu la ristrutturazione del cimitero di Santa Maria Antica, che sarebbe dovuto divenire un elegante complesso gotico il cui fine doveva essere quello di glorificare la famiglia scaligera. Il progetto, affidato al cosiddetto "maestro delle arche scaligere", determinò il rinnovamento del monumento funebre di Cangrande, che assunse così l'aspetto che ancora oggi lo caratterizza, la realizzazione della recinzione del cimitero, coronata da statue, e la realizzazione dell'arca per Mastino II stesso. Il maestro risolse in modo audace l'incarico che gli fu assegnato, fondendo nella sua opera elementi iconografici e formali sia locali che stranieri, derivati in particolare dalla Germania meridionale, e rinnovando la tradizionale locale delle tombe romaniche grazie all'utilizzo di sculture in rilievo, di figure a tutto tondo, di frontoni a ghimberga e pinnacoli.

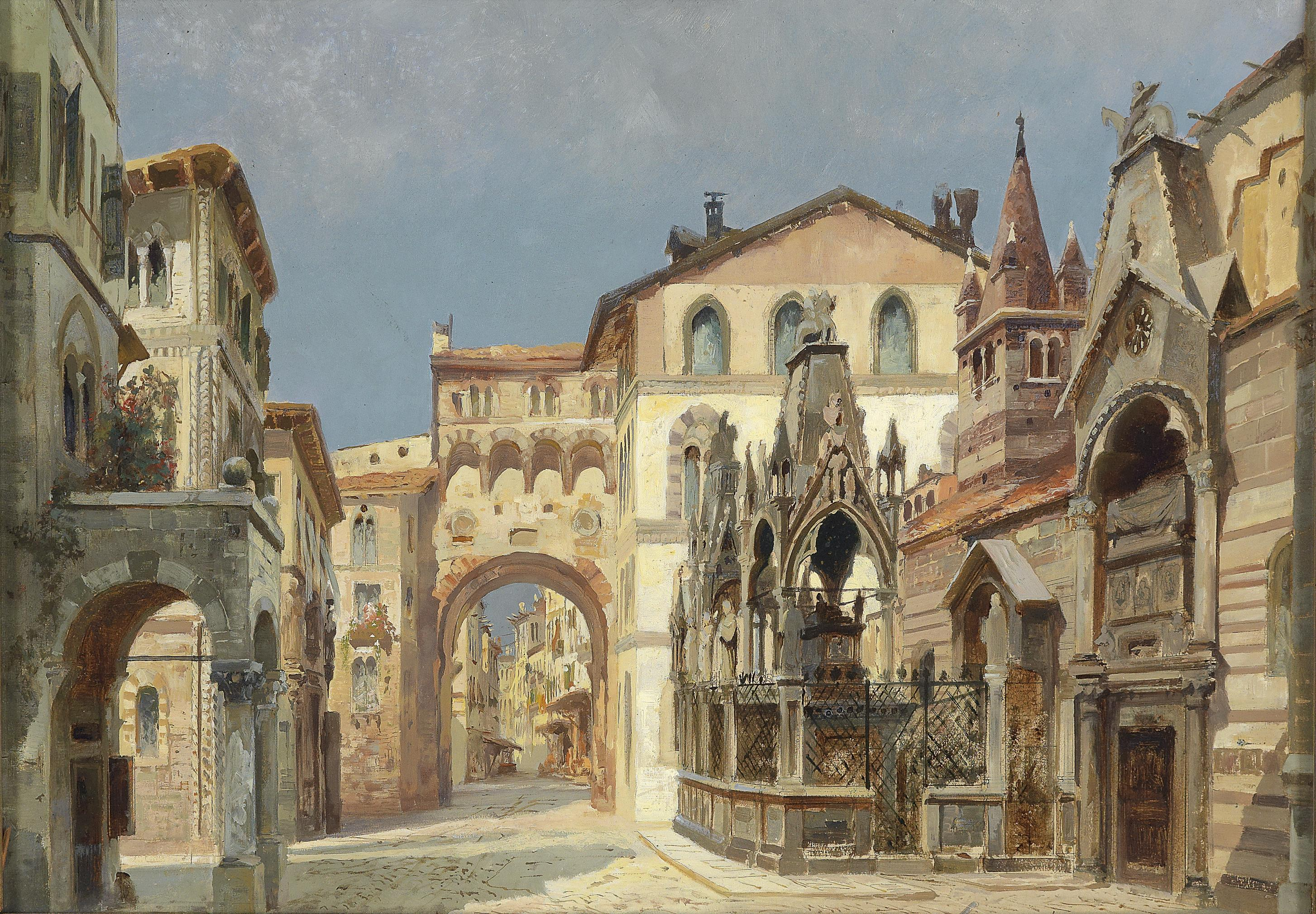
Raffigurazione della arche in un dipinto di Anton Brioschi di inizio Novecento

L'ultima delle arche monumentali ad essere edificata fu quella di Cansignorio: il suo governo, terminato con la sua morte nel 1375, fu caratterizzato da delitti e congiure, tuttavia anche lui volle lasciare in sua memoria un sepolcro monumentale, commissionato ad uno dei più illustri scultori del tempo, Bonino da Campione, che iniziò l'opera nel 1364, quando il signore veronese era ancora in vita. Cansignorio spese la considerevole cifra di diecimila fiorini, ottenendone in cambio l'arca con l'apparato decorativo più complesso e sontuoso.
Intorno alla fine del XVI secolo il monumento cominciò a mostrare problemi relativi alla sua conservazione, tema che nel corso dei secoli successivi emerse più volte e quindi periodicamente riproposto ai politici locali. Un primo intervento di restauro sull'arca di Mastino venne effettuato solamente nel 1786, mentre a partire dal 1838, con la spinta data della visita in città dell'imperatore Ferdinando I, si decise di ampliare l'intervento coinvolgendo l'intero complesso monumentale.

## Descrizione

### Arca di Cangrande

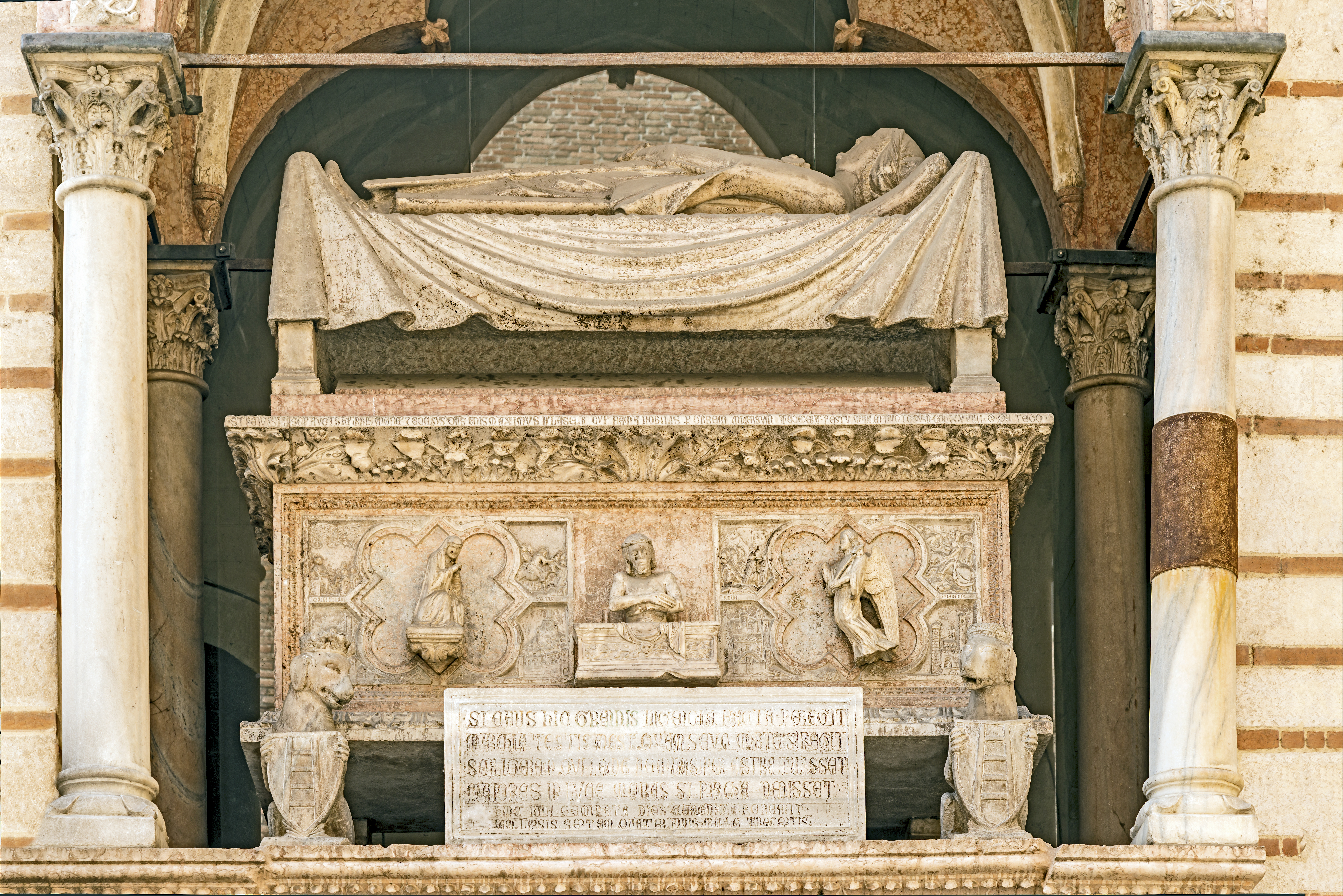
Il sarcofago di Cangrande

Il sarcofago di Cangrande I, posto sopra la porta laterale d'ingresso alla chiesa di Santa Maria Antica, è sostenuto da cani recanti il suo vessillo; la statua posta sopra lo raffigura sdraiato e forse morto ma, nonostante questo, ancora con un sorriso. Il fronte anteriore del sarcofago presenta tre altorilievi raffiguranti una Pietà al centro, a sinistra una Vergine Annunciata e a destra un Angelo Annunciante, questi ultimi due circondati da formelle in bassorilievo in cui sono raffigurate le storie del principe veronese.
Nella formella sulla fronte dell'arca, a destra, si possono osservare: Padova. Fanti padovani e scaligeri in uno dei tanti scontri che portarono alla vittoria di Cangrande; La città di Padova con la basilica di Sant'Antonio, il salone e la torre del podestà, e le mura; Vicenza. Cangrande a cavallo in una delle battaglie svoltasi alle porte di Vicenza; e infine La città di Vicenza con il palazzo e la torre di piazza, e le sue fortificazioni.
Nella formella sulla fronte, a sinistra, si possono osservare: Belluno. Cangrande riceve le chiavi dai rappresentanti della città; La città di Belluno con una delle torri del palazzo vescovile, il duomo e la torre del castello, la chiesa di San Lorenzo e di Santa Croce, oltre alle mura; Feltre. Cangrande si sporge per ricevere le chiavi dai rappresentanti della città; quindi La città di Feltre con la rocca e l'altissimo mastio.
Nella formella sul retro, a destra, sono raffigurati: Cangrande davanti all'imperatore Enrico VII; La raffigurazione della città di Marostica; L'imperatore Enrico VII in trono che consegna a Cangrande e Alboino lo stendardo di Verona; e La città di Verona con la cinta murata che all'interno l'Arena e la basilica di San Zeno, la cinta collinare che Cangrande fece costruire.
Nella formella sul retro, a sinistra, vi sono invece raffigurati: Padova. I cittadini presentano a Cangrande lo stendardo della città; Veduta di Padova; Cangrande riceve l'omaggio della città di Treviso dai nuovi sudditi che gli offrono le chiavi; e infine L'uscita del corpo di Cangrande dalle porte di Treviso, dopo la sua morte.

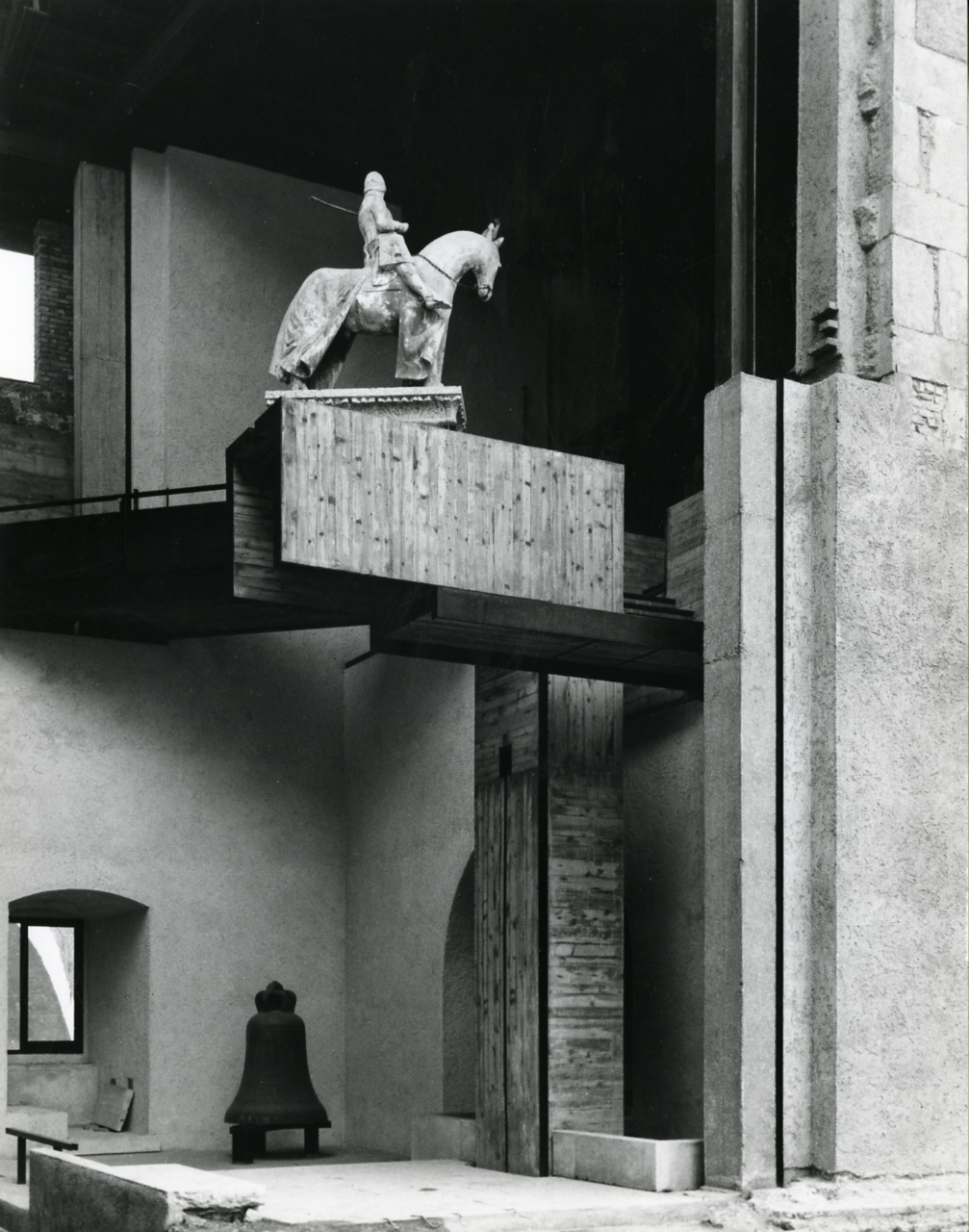
L'originale della statua equestre di Cangrande nella sua posizione attuale, all'interno di Castelvecchio, in una fotografia di Paolo Monti

Alla base del sarcofago si trova un'iscrizione di Rinaldo da Villafranca: 
Marchia Testis adest quam sevo Marte subegit

Scaligeram qui laude domum super astra tulisset

Maiores in luce moras si parcha dedisset.

Hunc iuli geminata dies et undenata peremit

lam lapsis septem quater annis mille trecentis.»
Questa è stata tradotta in versi da Torello Saraina nel 1542: 
teste è la Marca con feroce Marte

soggiogata da lui, c'hora possiede.

Sopra il cielo portato havrebbe questo

la Scaligera casa con sue lodi

se la Parca più vita avesse dato.

Morì di giugno il giorno venti duo

nel vent'otto dopo i mille e trecento.»
Sulla sommità della tomba è presente la copia della statua equestre di Cangrande, il cui originale si trova lungo il percorso del museo di Castelvecchio, dove è stata collocata su un peculiare piedistallo dal noto architetto veneto Carlo Scarpa: essa è ritenuta la più bella statua equestre del XIV secolo, opera attribuita a Giovanni di Rigino. Cangrande, raffigurato sorridente ed eretto sul cavallo, viene così descritto da John Ruskin in The Stones of Venice:

### Arca di Mastino II

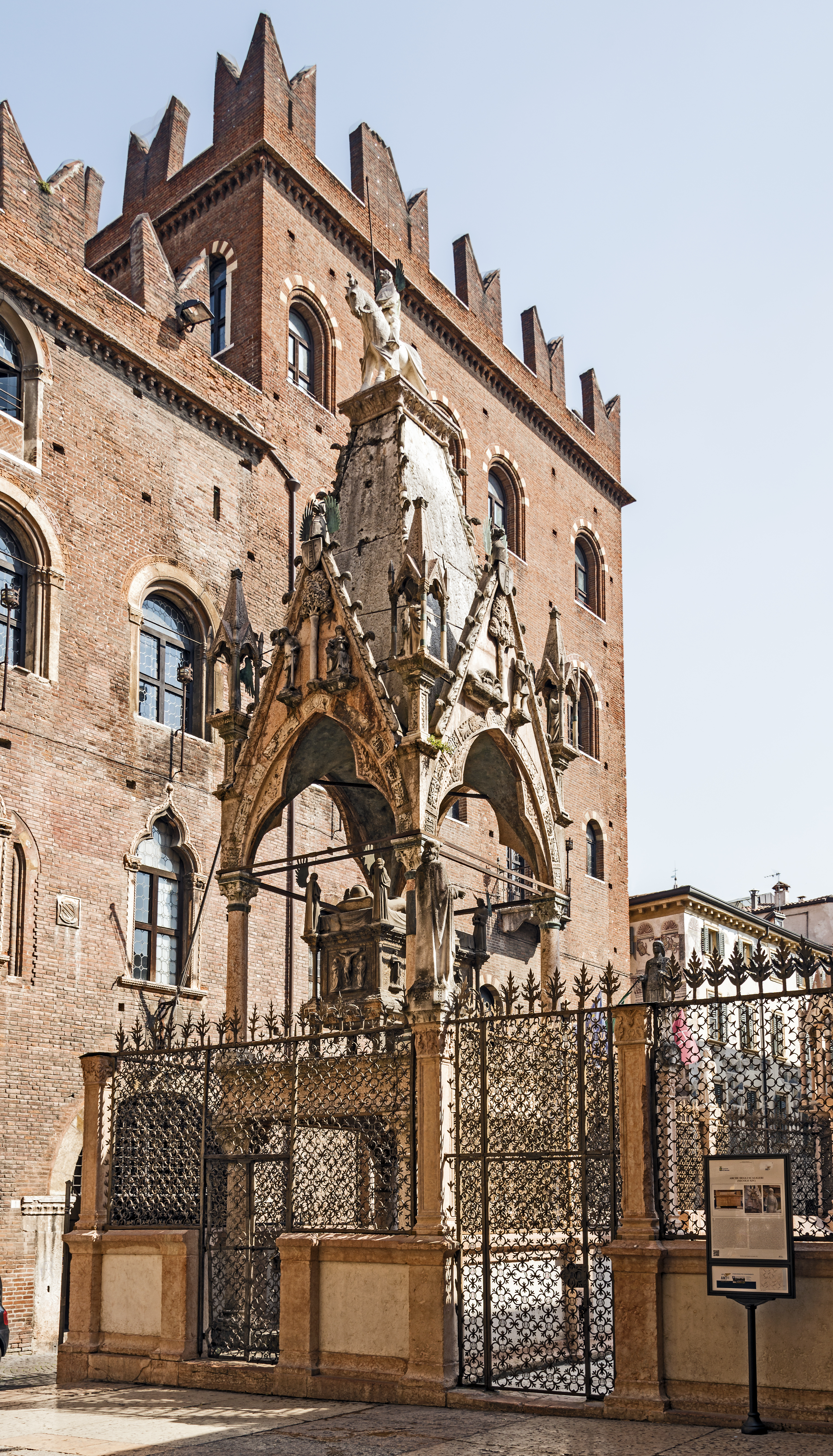
L'arca di Mastino II

Il monumento funebre a Mastino II è a base quadrangolare e si caratterizza per la presenza di quattro pregevoli altorilievi con scene di storia sacra collocati nei timpani dell'edicola: La tentazione di Adamo ed Eva, Il lavoro dei progenitori, L'uccisione di Caino e infine Lo scherno fatto a Noè. Dunque tutti richiami al dramma dell'umanità in conseguenza del peccato.
Mastino è raffigurato adagiato sul coperchio del sarcofago, sereno, nel sonno placido della morte, mentre più in basso, sullo stesso sarcofago, viene raffigurato inginocchiato e supplicante di fronte alla Vergine Maria, invocante quanto scritto sulla stessa lapide: «HIC TEGIT INSIGNUM TUMULUS MARCESCERE FLOREM / PROH DOLOR ESTINCTUM CRUDELI PRODICIONE / A SCALA CELSUM MASTINUM CUIUS IN ARCE / SPIRITUS ETHEREA POTIATUR PACE PERHENNI».

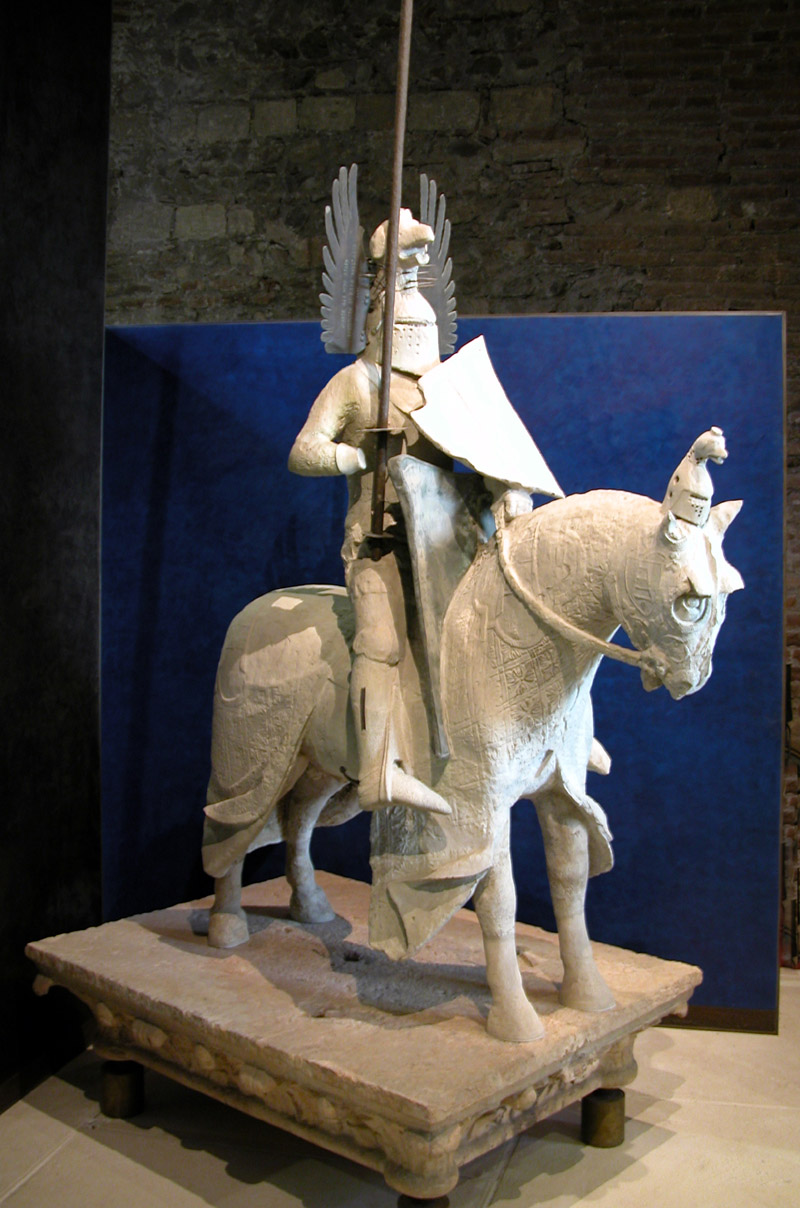
Statua equestre di Mastino II un tempo sulla sommità della sua arca, ora ricoverata in una delle torri di Castelvecchio

Sopra l'arca domina la figura di Mastino a cavallo, chiusa nell'armatura, che viene raccontata in questo modo dallo storico dell'arte Mellini: 

### Arca di Cansignorio

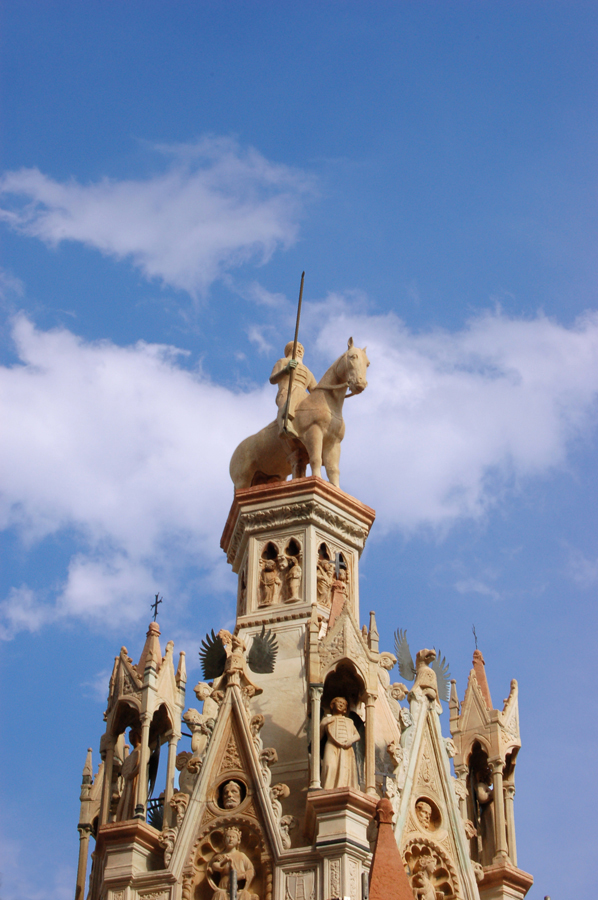
La parte superiore dell'arca di Cansignorio

Il monumento funerario di Cansignorio venne realizzato su disegno di Bonino da Campione, come rivela un'iscrizione che gli attribuisce il merito: «Hoc opus sculpsit et fecit Boninus de Campolione mediolanensis diocesis». Esso è a pianta esagonale, come lo è anche il recinto che la protegge, e in ogni spigolo si trovano pilastri gotici che reggono edicole in cui trovano spazio sei santi guerrieri: Ludovico, Martino, Sigismondo, Valentino, Giorgio e Luigi re di Francia. Altre sei colonne reggono il piano di marmo rosso dove si trova il sarcofago del signore, circondato da coppie di putti. Qui corre un'iscrizione in latino attribuita allo stesso Cansignorio:
urbibus optatus latii sine monarca

ille ego sum geminae qui gentis sceptra tenebam

iustitiaque meos mita pietatem regebam

inclyta cui virtus qui pax tranquilla fidesque

inconcussa dabunt phamam per secla diesque»
Questa è traducibile come «Io, Cansignorio, riposo in quest'arca splendente. Io che avrei potuto essere monarca di molte città d'Italia. Io che di due popoli (il veronese e il vicentino) tenni comunque lo scettro, e quelli ressi con giustizia e con pietà. Il mio valore, aggiunto all'amore per la pace e non disgiunti alla mia fede, mi daranno fama per i secoli avvenire».
Sul sarcofago è scolpita L'incoronazione di Maria e Cansignorio presentato da San Giorgio alla Vergine, oltre a varie storie tratte dai Vangeli: Gesù e la Samaritana; Gesù che resuscita Lazzaro; L'entrata in Gerusalemme; Gesù tentato; Gesù e un indemoniato; e infine La moltiplicazione dei pani e dei pesci. Ulteriori sei colonne reggono il baldacchino che copre e protegge il sarcofago, caratterizzato da archi a sesto acuto polilobati, che sono a loro volta sormontati da sei timpani ove trovano spazio figure allegoriche rappresentanti le Virtù. Interposte tra i timpani si trovano delle piccole edicole che ospitano angeli che sorreggono degli scudi, su cui sono incisi i vessilli della famiglia Della Scala. La struttura si conclude con una copertura a piramide esagonale terminante in un plinto su cui sono scolpiti gli apostoli, plinto che regge a sua volta la statua equestre di Cansignorio.

### Sepolture di altri Signori

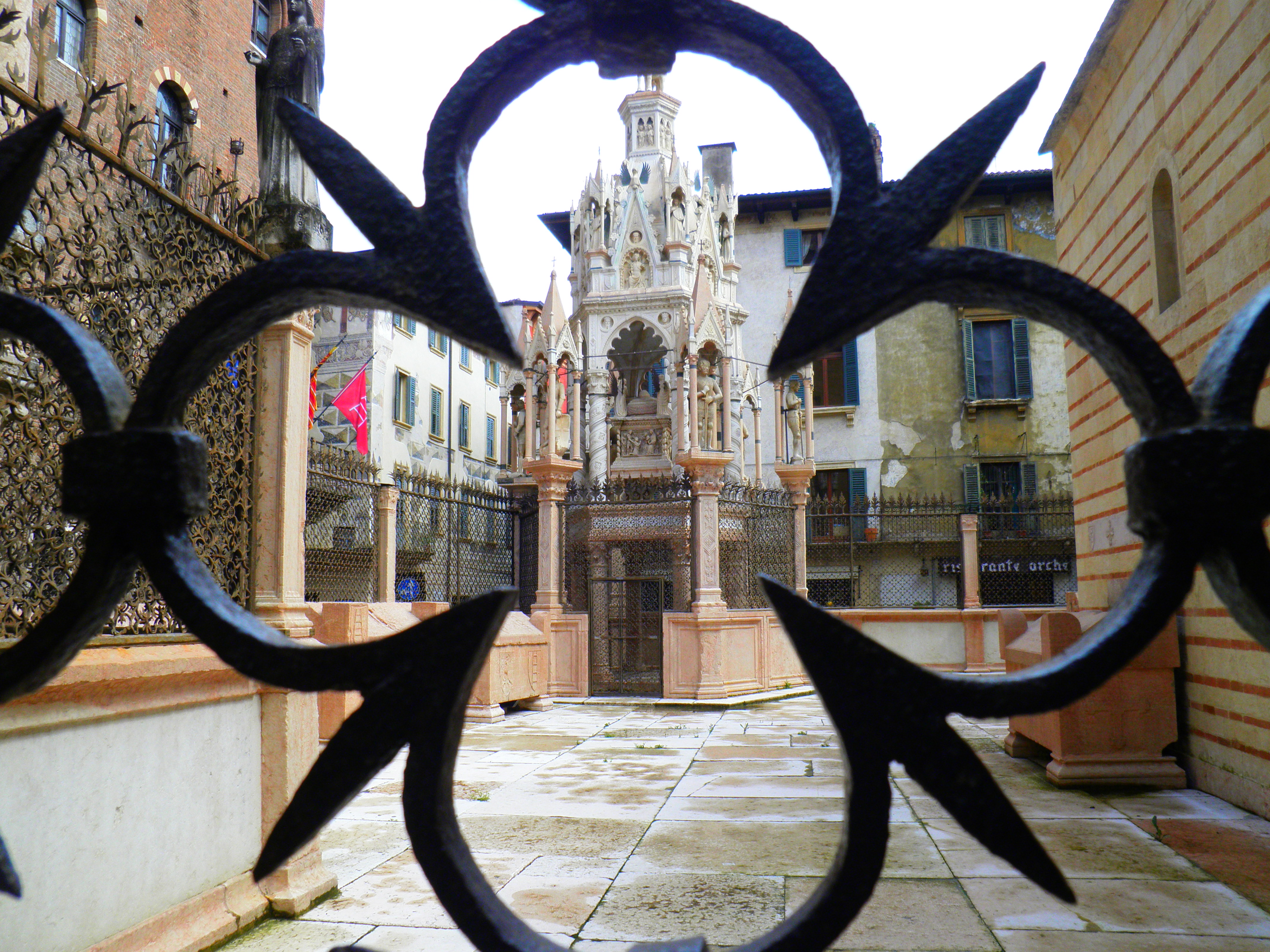
Altri sarcofaghi, in basso.

Le tombe degli altri signori Della Scala sono semplici sarcofaghi, più o meno decorati:
- Mastino I († 1277);
- Alberto I († 1301);
- Bartolomeo I († 1304);
- Alboino († 1311);
- Cangrande II († 1359);
- Giovanni († 1359). Questo monumento fu realizzato da Andriolo de Santi e fino al 1831 si trovava nella chiesa di San Fermo Minore, prima di essere spostato per unirsi agli altri.[12]